# Jewhenij Makarenko
Jewhenij Oleksandrowytsch Makarenko (ukrainisch Євгеній Олександрович Макаренко, * 21. Mai 1991 in Kiew, Ukrainische SSR, Sowjetunion) ist ein ukrainischer Fußballspieler.

## Karriere

### Verein
Makarenko begann seine Karriere in seiner Heimatstadt bei Dynamo Kiew. 2010 spielte er erstmals für die Reservemannschaft in der zweiten Liga. 2012 wurde er an den Erstligisten FC Hoverla-Zakarpattya Uschhorod verliehen. Nach seiner Rückkehr wurde er in die erste Mannschaft hochgezogen und wurde jeweils zweimal Meister und Pokalsieger. 2017 wechselte er dann nach Belgien zum KV Kortrijk und ein Jahr später unterschrieb er einen Vertrag beim RSC Anderlecht. Ende Januar 2020 wurde er für den Rest der Saison und die Saison 2020/21 an seinen alten Verein, den KV Kortrijk, ausgeliehen.
In der Saison 2020/21 bestritt Makarenko 28 von 34 möglichen Ligaspielen, in denen er drei Tore schoss, und zwei Pokalspiele für Kortrijk. In der Saison 2021/22 gehört er wieder zum Kader des RSC Anderlecht. Ohne noch ein Spiel für Anderlecht absolviert zu haben, wechselte er Mitte August 2021 zum ungarischen Verein Fehérvár FC.

### Nationalmannschaft
Makarenko wurde 2012 einmal in der U-21 eingesetzt. Zwei Jahre später wurde er erstmals für die Herren nominiert. Sein Debüt gab er im März 2014 im Testspiel gegen die Vereinigten Staaten.
Bei der infolge der COVID-19-Pandemie erst 2021 durchgeführten Europameisterschaft 2020 stand er im Aufgebot der Ukraine. Tatsächlich spielte er im Achtelfinale sowie Viertelfinale, das mit einer Niederlande gegen die England ausging.

## Erfolge
- Ukrainischer Meister: 2015, 2016
- Ukrainischer Pokalsieger: 2014, 2015